# 로보스 데 아레시보
로보스 데 아레시보(Lobos de Arecibo)는 푸에르토리코 아레시보에 위치한 프로 야구팀이다. 푸에르토리코 베이스볼 리그 소속이며, 에스타디오 루이스 로드리게스 올모 야구장을 홈구장으로 사용하고 있다. 리그 우승 2회 기록과 캐리비안 시리즈 1회 우승 기록을 가지고 있다.